# Cophura igualae
Cophura igualae là một loài ruồi trong họ Asilidae. Cophura igualae được Pritchard miêu tả năm 1943. Loài này phân bố ở vùng Tân nhiệt đới.